# Angelabella tecomae
Angelabella tecomae är en fjärilsart som beskrevs av Vargas och Luis E. Parra 2005. Angelabella tecomae ingår i släktet Angelabella och familjen styltmalar. Inga underarter finns listade i Catalogue of Life.